# Natalia Mills
Natalia Didelka Mills Urrunaga (* 22. März 1993 in Panama-Stadt) ist eine panamaische Fußballspielerin.

## Karriere

### Klub
Zur Saison 2019/20 wechselte sie aus ihrer Heimat von SD Atlético Nacional nach Spanien, um sich dort Fundación Albacete anzuschließen. Nach einem halben Jahr wurde sie von hier zu CD Pozoalbense ausgeliehen. Dort verbrachte sie dann den Rest der Saison und war dann ab dessen Ende erst einmal ohne Klub. Zum Jahresanfang 2021 fand sie dann innerhalb Spaniens mit dem FC Córdoba einen neuen Klub, wo sie dann nochmal bis zum Ende der laufenden Saison aktiv war. Im Sommer 2021 verließ sie Spanien dann wieder, um sich diesmal in Costa Rica dem LD Alajuelense anzuschließen.

### Nationalmannschaft
Nach der U17 und der U20, hatte sie bei der panamaischen A-Nationalmannschaft ihr Debüt im Jahr 2013. Nach dem Gold Cup 2018 nahm sie hier mit ihrer Mannschaft an den interkontinentalen Playoffs um einen WM 2019-Startplatz gegen Argentinien teil. Nachdem sie mit ihrem Team bereits im Hinspiel mit 0:4 verloren hatte, gelang ihr mit dem 1:0 in der 38. Minute des Rückspiels zumindest ein Treffer, welcher aber auch der einzige des Teams in dieser Runde bleiben sollte. Am Ende beschloss man die Partie mit einem Endstand von 1:1. Mit ihrer Mannschaft nahm sie unter anderem dann auch am Fußballturnier der Panamerikanischen Spiele 2019 teil.
Bei der Qualifikation zur CONCACAF W Championship 2022 kam sie in allen Spielen zum Einsatz und erzielte in der Partie gegen Belize auch zwei Tore. Ansonsten tat sie sich besonders als Vorlagengeber hervor, derer sie in diesen Partien sechs Stück geben konnte. Nach der erfolgreichen Qualifikation gehörte sie dann aber nicht zum Kader bei der Endrunde. Nach dem Turnier durfte die Nationalmannschaft aber nochmal an den interkontinentalen Playoffs teilnehmen. Hier erhielt sie zumindest für die erste Spielhälfte der Partie gegen Papua-Neuguinea etwas Einsatzzeit. Am Ende gewann ihr Team hier auch das Finale und qualifizierte sich damit für die Weltmeisterschaft 2023.